# Budy Bolewskie
Budy Bolewskie (prononciation : [ˈbudɨ bɔˈlɛfskʲɛ]) est un village polonais de la gmina de Stupsk dans le powiat de Mława de la voïvodie de Mazovie dans le centre-est de la Pologne.
Il se situe à environ 8 kilomètres au sud de Stupsk (siège de la gmina), 18 kilomètres au sud de Mława (siège du powiat) et à 92 kilomètres au nord-ouest de Varsovie (capitale de la Pologne).

## Histoire
De 1975 à 1998, le village appartenait administrativement à la voïvodie de Ciechanów.